# Władimir Roth

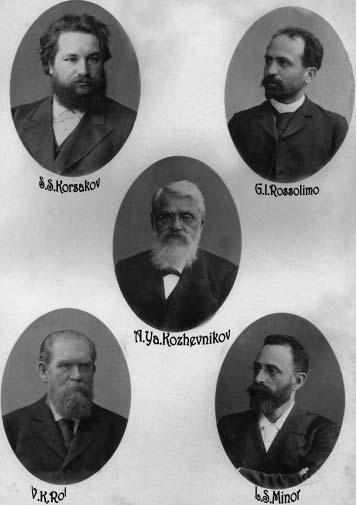
Tableau przedstawiające moskiewskich profesorów neurologii, Roth na dole po lewej

Władimir Karłowicz Roth [Rot] (ros. Владимир Карлович Рот, ur. 23 września?/5 października 1848 w Orle, zm. 6 stycznia?/19 stycznia 1916 w Moskwie) – rosyjski lekarz neurolog.

## Życiorys
Był synem farmaceuty szwedzkiego pochodzenia. Ukończył gimnazjum z najlepszymi wynikami, nagrodzony złotym medalem. Roth studiował medycynę na Uniwersytecie Moskiewskim, ukończył je w 1871. Jego dysertacja doktorska poświęcona żółtaczce została nagrodzona kolejnym złotym medalem. Od 1877 do 1879 podróżował po Europie, odwiedzając kliniki w Wiedniu, Berlinie i Paryżu u Charcota i Vulpiana. Od 1881 do 1890 dzięki rekomendacji Kożewnikowa kierował wydziałem chorób nerwowych w Szpitalu Staro-Jekatierińskim w Moskwie, otworzył również szkołę pielęgniarską. W 1895 otrzymał tytuł profesora nadzwyczajnego, od 1902 do 1911 kierował katedrą chorób neurologicznych Uniwersytetu Moskiewskiego, jako następca Kożewnikowa. Zmarł w styczniu 1916 roku po drugim udarze mózgu.

## Dorobek naukowy
W 1895 opisał jednostkę chorobową, którą nazwał meralgia paraesthetica, charakteryzującą się drętwieniem lub bólem w zewnętrznej części uda, spowodowanym uszkodzeniem nerwu skórnego bocznego uda. Zespół ten znany jest także jako parestezje Bernhardta-Rotha, ponieważ opisał go niezależnie niemiecki neuropatolog Martin Bernhardt. Zajmował się też dystrofiami mięśniowymi, stwardnieniem zanikowym bocznym, dziedzicznymi neuropatiami. Jego studentami byli Darkszewicz, Sepp, Grinsztejn, Kramer, Dobrochotow, Chugunow i Zabutin.

## Wybrane prace
- Note sur les effets physiologiques du venin de la salamandre terrestre. Mémoires de la Société de Biologie de Paris, 1877
- Gazette medicale de Paris 39, 1877
- Sur les experiences relatives à la pathogenie des paraplegies reflexes de M. Feinberg
- Glyome diffus de la moelle, syringomyélie, atrophie musculaire. Arch. de physiol. norm. et path., 2. s., 5, 612-647, 1878
- Ueber das Verhalten der Muskelkerne bei progressiver Muskelatrophie und amyotrophischen Lähmungen. Centralblatt für Nervenheilkunde, Psychiatrie und gerichtliche Psychopathologie 14, s. 313, 1879
- Contribution à l'étude anatomo-pathologique de l'atrophie musculaire progressive. Comptes rendus de la Société de Biologie de Paris", 1887
- Нозографический обзор прогрессивных мышечных атрофий
- К симптоматологии спинно-мозгового глиоматоза. Труды II Съезда Общества Русских Врачей, 1887
- Contribution à l'étude symptomatologique de la gliomatose medulaire. Archives de Neurologie, 1887—89
- Un nouveau Thermoestèsiométre. Progres médical, 1889
- Патогенез мышечных атрофий
- О патогенезе прогрессивной мышечной атрофии. Трудах IV съезда Общества Русских Врачей, 1891
- Meralgia paraesthetica. Медицинское Обозрение, 1895
- Meralgia paræsthetica. Berlin: S. Karger, 1895
- О мышечной сухотке. М., 1895
- Ueber das Vorkommen der Stauungspapille bei Hirntumoren. Jena, 1897
- С.С.Корсаков. Биографический очерк, 1901